# Danh sách đĩa nhạc của Pitbull
Dưới đây là danh sách đĩa nhạc của Pitbull, nam ca sĩ nhạc rap người Mỹ, bao gồm 9 album phòng thu, 1 album phối lại, 1 album tuyển tập, 4 mixtape, 80 đĩa đơn (bao gồm cả các đĩa đơn hợp tác), 11 đĩa đơn quảng bá và 37 video âm nhạc.
M.I.A.M.I., album phòng thu đầu tay của Pitbull, được phát hành vào ngày 24 tháng 8 năm 2004 bởi TVT Records. Album đã đạt được vị trí #14 trên bảng xếp hạng album Billboard 200 của Mỹ. Đĩa đơn đầu tiên của album, "Culo", đã lọt vào bảng xếp hạng Billboard Hot 100 tại vị trí #32, và cũng là đĩa đơn đầu tiên của Pitbull lọt vào bảng xếp hạng này. Ngoài "Culo", album còn có bốn đĩa đơn khác: "That's Nasty", "Back Up", "Toma" và "Dammit Man". Money Is Still a Major Issue, album phối lại của M.I.A.M.I., được phát hành vào ngày 15 tháng 11 năm 2005. Album phòng thu thứ hai của Pitbill có tựa đề là El Mariel, được phát hành vào ngày 30 tháng 10 năm 2006. Album có bốn đĩa đơn: "Bojangles", "Ay Chico (Lengua Afuera)", bản phối lại của "Dime", và "Be Quiet".
The Boatlift, album phòng thu thứ ba của Pitbull, được phát hành vào ngày 27 tháng 11 năm 2007. Đĩa đơn thứ hai của album, "The Anthem", đạt #36 trên bảng xếp hạng Billboard Hot 100, trở thành đĩa đơn thành công nhất của anh vào thời điểm hiện tại kể từ "Culo". Đĩa đơn cũng đạt được nhiều thành công lớn tại một số nước châu Âu. Nhờ sự thành côn của đĩa đơn này, The Boatlift trở thành album đầu tiên của Pitbull đạt được thành công thương mại vượt ra bên ngoài lãnh thổ nước Mỹ, lọt vào các bảng xếp hạng của Pháp, Tây Ban Nha và Thụy Sĩ. Ngoài "The Anthem", album còn có ba đĩa đơn khác là "Secret Admirer", "Go Girl" và "Sticky Icky".

## Album

### Album phòng thu
| Tên                                                                           | Chi tiết | Vị trí xếp hạng cao nhất | Vị trí xếp hạng cao nhất | Vị trí xếp hạng cao nhất | Vị trí xếp hạng cao nhất | Vị trí xếp hạng cao nhất | Vị trí xếp hạng cao nhất | Vị trí xếp hạng cao nhất | Vị trí xếp hạng cao nhất | Vị trí xếp hạng cao nhất | Vị trí xếp hạng cao nhất | Chứng nhận                                                           |
| Tên                                                                           | Chi tiết | Mỹ                       | Mỹ Rap                   | Úc                       | Canada                   | Pháp                     | Đức                      | Ireland                  | Tây Ban Nha              | Thụy Sĩ                  | Anh                      | Chứng nhận                                                           |
| ----------------------------------------------------------------------------- | --- | ------------------------ | ------------------------ | ------------------------ | ------------------------ | ------------------------ | ------------------------ | ------------------------ | ------------------------ | ------------------------ | ------------------------ | -------------------------------------------------------------------- |
| M.I.A.M.I.                                                                    | - Phát hành: 24 tháng 8 năm 2004 - Hãng đĩa: TVT - Định dạng: CD, CS, LP, tải kỹ thuật số                       | 14                       | —                        | —                        | —                        | —                        | —                        | —                        | —                        | —                        | —                        | - Mỹ: Vàng                                                           |
| El Mariel                                                                     | - Phát hành: 30 tháng 10 năm 2006 - Hãng đĩa: TVT, Bad Boy Latino - Định dạng: CD, LP, tải kỹ thuật số          | 15                       | 2                        | —                        | —                        | —                        | —                        | —                        | —                        | —                        | —                        |                                                                      |
| The Boatlift                                                                  | - Phát hành: 27 tháng 11 năm 2007 - Hãng đĩa: TVT, Bad Boy Latino, Poe Boy - Định dạng: CD, LP, tải kỹ thuật số | 50                       | 5                        | —                        | —                        | 27                       | —                        | —                        | 90                       | 23                       | —                        |                                                                      |
| Rebelution                                                                    | - Phát hành: 1 tháng 9 năm 2009 - Hãng đĩa: Polo Grounds, J, Mr. 305 Inc. - Định dạng: CD, LP, tải kỹ thuật số  | 8                        | 1                        | 63                       | 3                        | 24                       | 34                       | 88                       | 74                       | 8                        | 142                      |                                                                      |
| Armando                                                                       | - Phát hành: 2 tháng 11 năm 2010 - Hãng đĩa: Polo Grounds, J, Mr. 305 - Định dạng: CD, LP, tải kỹ thuật số      | 65                       | 6                        | —                        | —                        | —                        | —                        | —                        | —                        | —                        | —                        | - Mỹ: Vàng (Latin)                                                   |
| Planet Pit                                                                    | - Phát hành: 17 tháng 6 năm 2011 - Hãng đĩa: Polo Grounds, J, Mr. 305 - Định dạng: CD, tải kỹ thuật số          | 7                        | 2                        | 5                        | 4                        | 14                       | 6                        | 15                       | 5                        | 3                        | 11                       | - Mỹ: Vàng - Úc: Vàng - Đức: Vàng - Thụy Sĩ: Vàng - Canada: Bạch kim |
| Global Warming                                                                | - Phát hành: 19 tháng 11 năm 2012 - Hãng đĩa: Polo Grounds, J, Mr. 305 - Định dạng: CD, tải kỹ thuật số         | 14                       | 1                        | 14                       | 12                       | 43                       | 21                       | 59                       | 38                       | 15                       | 111                      |                                                                      |
| "—" Album không có mặt trên bảng xếp hạng hoặc không phát hành ở quốc gia đó. | |                          |                          |                          |                          |                          |                          |                          |                          |                          |                          |                                                                      |

### Album tuyển tập
| Tên           | Chi tiết                                                                                 | Vị trí xếp hạng cao nhất | Vị trí xếp hạng cao nhất | Vị trí xếp hạng cao nhất | Vị trí xếp hạng cao nhất |
| Tên           | Chi tiết                                                                                 | Mỹ                       | Mỹ Ind.                  | Mỹ R&B                   | Mỹ Rap                   |
| ------------- | ---------------------------------------------------------------------------------------- | ------------------------ | ------------------------ | ------------------------ | ------------------------ |
| Original Hits | - Phát hành: 8 tháng 5 năm 2012 - Hãng đĩa: The Orchard - Đinh dạng: CD, tải kỹ thuật số | 134                      | 20                       | 19                       | 13                       |

### Album phối lại
| Tên                          | Chi tiết                                                                                           | Vị trí xếp hạng cao nhất | Vị trí xếp hạng cao nhất | Vị trí xếp hạng cao nhất | Vị trí xếp hạng cao nhất |
| Tên                          | Chi tiết                                                                                           | Mỹ                       | Mỹ Ind.                  | Mỹ R&B                   | Mỹ Rap                   |
| ---------------------------- | -------------------------------------------------------------------------------------------------- | ------------------------ | ------------------------ | ------------------------ | ------------------------ |
| Money Is Still a Major Issue | - Phát hành: 15 tháng 11 năm 2005 - Hãng đĩa: TVT, Bad Boy Latino - Đinh dạng: CD, tải kỹ thuật số | 25                       | 1                        | 4                        | 2                        |

### Mixtape
| Tên                                        | Chi tiết                                                      |
| ------------------------------------------ | ------------------------------------------------------------- |
| Pitbull: Free Agent                        | - Phát hành: 17 tháng 8 năm 2008 - Đinh dạng: Tải kỹ thuật số |
| The Streets Are Talking                    | - Phát hành: 14 tháng 2 năm 2009 - Đinh dạng: Tải kỹ thuật số |
| International Takeover: The United Nations | - Phát hành: 1 tháng 6 năm 2009 - Đinh dạng: Tải kỹ thuật số  |
| Mr. Worldwide                              | - Phát hành: 9 tháng 11 năm 2010 - Đinh dạng: Tải kỹ thuật số |

## Đĩa đơn

### Đĩa đơn chính
| Tên                                                                             | Năm  | Vị trí xếp hạng cao nhất | Vị trí xếp hạng cao nhất | Vị trí xếp hạng cao nhất | Vị trí xếp hạng cao nhất | Vị trí xếp hạng cao nhất | Vị trí xếp hạng cao nhất | Vị trí xếp hạng cao nhất | Vị trí xếp hạng cao nhất | Vị trí xếp hạng cao nhất | Vị trí xếp hạng cao nhất | Chứng nhận | Album                           |
| Tên                                                                             | Năm  | Mỹ                       | Mỹ Rap                   | Úc                       | Canada                   | Pháp                     | Đức                      | Ireland                  | Tây Ban Nha              | Thụy Sĩ                  | Anh                      | Chứng nhận | Album                           |
| ------------------------------------------------------------------------------- | ---- | ------------------------ | ------------------------ | ------------------------ | ------------------------ | ------------------------ | ------------------------ | ------------------------ | ------------------------ | ------------------------ | ------------------------ | --- | ------------------------------- |
| "Culo" (hợp tác với Lil Jon)                                                    | 2004 | 32                       | 11                       | —                        | —                        | —                        | —                        | —                        | —                        | —                        | —                        | | M.I.A.M.I.                      |
| "That's Nasty" (hợp tác với Lil Jon & Fat Joe)                                  | 2004 | —                        | —                        | —                        | —                        | —                        | —                        | —                        | —                        | —                        | —                        | | M.I.A.M.I.                      |
| "Back Up"                                                                       | 2004 | —                        | —                        | —                        | —                        | —                        | —                        | —                        | —                        | —                        | —                        | | M.I.A.M.I.                      |
| "Toma" (hợp tác với Lil Jon)                                                    | 2004 | 108                      | 21                       | —                        | —                        | —                        | —                        | —                        | —                        | —                        | —                        | | M.I.A.M.I.                      |
| "Dammit Man"                                                                    | 2004 | 119                      | —                        | —                        | —                        | —                        | —                        | —                        | —                        | —                        | —                        | | M.I.A.M.I.                      |
| "Everybody Get Up" (hợp tác với Pretty Ricky)                                   | 2005 | —                        | —                        | —                        | —                        | —                        | —                        | —                        | —                        | —                        | —                        | | Money Is Still a Major Issue    |
| "Bojangles"                                                                     | 2006 | 91                       | —                        | —                        | —                        | —                        | —                        | —                        | —                        | —                        | —                        | | El Mariel                       |
| "Ay Chico (Lengua Afuera)"                                                      | 2006 | 92                       | 19                       | —                        | —                        | —                        | —                        | —                        | —                        | —                        | —                        | | El Mariel                       |
| "Dime" (Remix) (hợp tác với Frankie J & Ken-Y)                                  | 2006 | 116                      | —                        | —                        | —                        | —                        | —                        | —                        | —                        | —                        | —                        | | El Mariel                       |
| "Be Quiet"                                                                      | 2007 | —                        | —                        | —                        | —                        | —                        | —                        | —                        | —                        | —                        | —                        | | El Mariel                       |
| "Secret Admirer" (hợp tác với Lloyd)                                            | 2007 | —                        | —                        | —                        | —                        | —                        | —                        | —                        | —                        | —                        | —                        | | The Boatlift                    |
| "The Anthem" (hợp tác với Lil Jon)                                              | 2007 | 36                       | 8                        | —                        | —                        | 143                      | 74                       | —                        | —                        | 64                       | —                        | | The Boatlift                    |
| "Go Girl" (hợp tác với Trina & Young Bo$$)                                      | 2008 | 83                       | 25                       | —                        | —                        | —                        | —                        | —                        | —                        | —                        | —                        | | The Boatlift                    |
| "Sticky Icky" (hợp tác với Jim Jones)                                           | 2008 | —                        | —                        | —                        | —                        | —                        | —                        | —                        | —                        | —                        | —                        | | The Boatlift                    |
| "Krazy" (hợp tác với Lil Jon)                                                   | 2008 | 30                       | 11                       | 38                       | 70                       | —                        | —                        | —                        | —                        | 59                       | —                        | - Mỹ: Vàng | Rebelution                      |
| "I Know You Want Me (Calle Ocho)"                                               | 2009 | 2                        | 4                        | 2                        | 2                        | 1                        | 8                        | 5                        | 1                        | 2                        | 4                        | - Mỹ: 2× Bạch kim - Úc: Bạch kim - Anh: Bạc - Đức: Vàng - Thụy Sĩ: Vàng - Canada: 3× Bạch kim - Tây Ban Nha: 3× Bạch kim | Rebelution                      |
| "Blanco" (hợp tác với Pharrell)                                                 | 2009 | —                        | —                        | —                        | —                        | —                        | —                        | —                        | —                        | —                        | —                        | | Fast & Furious                  |
| "Hotel Room Service"                                                            | 2009 | 8                        | 7                        | 11                       | 7                        | —                        | 22                       | 6                        | 15                       | 11                       | 9                        | - Mỹ: Bạch kim - Úc: Bạch kim - Canada: 2× Bạch kim                                                                      | Rebelution                      |
| "Shut It Down" (hợp tác với Akon)                                               | 2009 | 42                       | 17                       | 18                       | 23                       | —                        | 30                       | 30                       | —                        | 34                       | 33                       | - Úc: Vàng - Canada: Bạch kim                                                                                            | Rebelution                      |
| "Can't Stop Me Now" (hợp tác với The New Royales)                               | 2009 | —                        | —                        | —                        | —                        | —                        | —                        | —                        | —                        | —                        | —                        | | Rebelution                      |
| "Pearly Gates" (hợp tác với Nayer)                                              | 2010 | —                        | —                        | —                        | —                        | —                        | —                        | —                        | —                        | —                        | —                        | | Không thuộc album nào           |
| "Watagatapitusberry" (hợp tác với Sensato, El Cata, Black Point and Lil Jon)    | 2010 | —                        | —                        | —                        | —                        | —                        | —                        | —                        | —                        | —                        | —                        | | Armando                         |
| "Maldito Alcohol"                                                               | 2010 | —                        | —                        | —                        | —                        | —                        | —                        | —                        | —                        | —                        | —                        | | Armando                         |
| "Bon, Bon"                                                                      | 2010 | 61                       | —                        | 72                       | —                        | —                        | 39                       | —                        | 38                       | —                        | —                        | | Armando                         |
| "Tu Cuerpo" (hợp tác với Jencarlos)                                             | 2010 | —                        | —                        | —                        | —                        | —                        | —                        | —                        | —                        | —                        | —                        | | Armando                         |
| "Hey Baby (Drop It to the Floor)" (hợp tác với T-Pain)                          | 2010 | 7                        | 8                        | 10                       | 10                       | 24                       | 24                       | 32                       | —                        | 19                       | 38                       | - Úc: 2× Bạch kim - Thụy Sĩ: Vàng - Canada: 3× Bạch kim                                                                  | Planet Pit                      |
| "Give Me Everything" (hợp tác với Ne-Yo, Afrojack & Nayer)                      | 2011 | 1                        | 4                        | 2                        | 1                        | 2                        | 2                        | 1                        | 2                        | 2                        | 1                        | - Úc: 6× Bạch kim - Anh: Bạch kim - Đức: 3× Vàng - Thụy Sĩ: 2× Bạch kim - Canada: 4× Bạch kim - Tây Ban Nha: Bạch kim    | Planet Pit                      |
| "Rain Over Me" (hợp tác với Marc Anthony)                                       | 2011 | 30                       | 25                       | 9                        | 7                        | 2                        | 7                        | 16                       | 1                        | 3                        | 28                       | - Úc: Bạch kim - Đức: Vàng - Thụy Sĩ: 2× Bạch kim - Canada: Bạch kim - Tây Ban Nha: Bạch kim                             | Planet Pit                      |
| "International Love" (hợp tác với Chris Brown)                                  | 2011 | 13                       | 15                       | 15                       | 10                       | 6                        | 21                       | 8                        | 3                        | 13                       | 10                       | - Úc: 2× Bạch kim - Đức: Vàng - Thụy Sĩ: Bạch kim - Tây Ban Nha: Vàng                                                    | Planet Pit                      |
| "Back in Time"                                                                  | 2012 | 11                       | 20                       | 4                        | 4                        | 3                        | 5                        | 15                       | 35                       | 6                        | 21                       | - Úc: 3× Bạch kim - Đức: Bạch kim - Thụy Sĩ: Vàng                                                                        | Global Warming                  |
| "Get It Started" (hợp tác với Shakira)                                          | 2012 | 89                       | —                        | 31                       | 42                       | 14                       | 31                       | —                        | 14                       | 32                       | 64                       | | Global Warming (Deluxe Edition) |
| "Don't Stop the Party" (hợp tác với TJR)                                        | 2012 | 27                       | 5                        | 15                       | 9                        | 174                      | 23                       | 20                       | 12                       | 59                       | 13                       | | Global Warming                  |
| "Feel This Moment" (hợp tác với Christina Aguilera)                             | 2013 | 99                       | —                        | —                        | 42                       | 23                       | 12                       | 95                       | 38                       | 36                       | —                        | | Global Warming                  |
| "—" Đĩa đơn không có mặt trên bảng xếp hạng hoặc không phát hành ở quốc gia đó. |      |                          |                          |                          |                          |                          |                          |                          |                          |                          |                          | |                                 |

### Đĩa đơn hợp tác
| Tên                                                                                        | Năm  | Vị trí xếp hạng cao nhất | Vị trí xếp hạng cao nhất | Vị trí xếp hạng cao nhất | Vị trí xếp hạng cao nhất | Vị trí xếp hạng cao nhất | Vị trí xếp hạng cao nhất | Vị trí xếp hạng cao nhất | Vị trí xếp hạng cao nhất | Vị trí xếp hạng cao nhất | Vị trí xếp hạng cao nhất | Chứng nhận | Album                            |
| Tên                                                                                        | Năm  | Mỹ                       | Mỹ Rap                   | Úc                       | Canada                   | Pháp                     | Đức                      | Ireland                  | Tây Ban Nha              | Thụy Sĩ                  | Anh                      | Chứng nhận | Album                            |
| ------------------------------------------------------------------------------------------ | ---- | ------------------------ | ------------------------ | ------------------------ | ------------------------ | ------------------------ | ------------------------ | ------------------------ | ------------------------ | ------------------------ | ------------------------ | --- | -------------------------------- |
| "Shake" (Ying Yang Twins hợp tác với Pitbull)                                              | 2005 | 41                       | 12                       | —                        | —                        | —                        | —                        | —                        | —                        | —                        | 49                       | | U.S.A. (United State of Atlanta) |
| "Hit the Floor" (Twista hợp tác với Pitbull)                                               | 2005 | 94                       | 20                       | —                        | —                        | —                        | —                        | —                        | —                        | —                        | —                        | | The Day After                    |
| "Get Freaky" (Play-N-Skillz hợp tác với Pitbull)                                           | 2006 | —                        | —                        | —                        | —                        | —                        | —                        | —                        | —                        | —                        | —                        | | Không thuộc album nào            |
| "Kamasutra" (Adassa hợp tác với Pitbull)                                                   | 2006 | —                        | —                        | —                        | —                        | —                        | —                        | —                        | —                        | —                        | —                        | | Kamasutra                        |
| "Holla at Me" (DJ Khaled hợp tác với Lil Wayne, Paul Wall, Fat Joe, Rick Ross & Pitbull)   | 2006 | 59                       | 15                       | —                        | —                        | —                        | —                        | —                        | —                        | —                        | —                        | | Listennn... the Album            |
| "Born-N-Raised" (DJ Khaled hợp tác với Trick Daddy, Rick Ross and Pitbull)                 | 2006 | —                        | —                        | —                        | —                        | —                        | —                        | —                        | —                        | —                        | —                        | | Listennn... the Album            |
| "Crazy" (Lumidee hợp tác với Pitbull)                                                      | 2007 | —                        | —                        | —                        | —                        | 53                       | 35                       | —                        | —                        | —                        | 74                       | | Unexpected                       |
| "Mi Alma Se Muere" (Fuego hợp tác với Omega & Pitbull)                                     | 2008 | —                        | —                        | —                        | —                        | —                        | —                        | —                        | —                        | —                        | —                        | | Chosen Few III                   |
| "Move Shake Drop" (DJ Laz hợp tác với Flo Rida, Casely & Pitbull)                          | 2008 | 56                       | —                        | —                        | —                        | —                        | —                        | —                        | —                        | —                        | —                        | | Category 6                       |
| "Feel It" (DJ Felli Fel hợp tác với T-Pain, Sean Paul, Flo Rida & Pitbull)                 | 2009 | —                        | 23                       | —                        | —                        | —                        | —                        | —                        | —                        | —                        | —                        | | Go DJ!                           |
| "Shooting Star" (Party Rock Remix) (David Rush hợp tác với Pitbull, Kevin Rudolf & LMFAO)  | 2009 | —                        | —                        | —                        | 66                       | —                        | —                        | —                        | —                        | —                        | —                        | | Feel the Rush Vol. 1             |
| "Now I'm That Bitch" (Livvi Franc hợp tác với Pitbull)                                     | 2009 | 125                      | —                        | —                        | —                        | —                        | —                        | —                        | —                        | —                        | 40                       | | Underground Sunshine             |
| "Outta Control" (Baby Bash hợp tác với Pitbull)                                            | 2009 | 112                      | 14                       | —                        | —                        | —                        | —                        | —                        | —                        | —                        | —                        | | Không thuộc album nào            |
| "Future Love" (Kristina DeBarge hợp tác với Pitbull)                                       | 2009 | 125                      | —                        | —                        | —                        | —                        | —                        | —                        | —                        | —                        | —                        | | Exposed                          |
| "Now You See It (Shake That Ass)" (Honorebel hợp tác với Pitbull & Jump Smokers!)          | 2009 | —                        | —                        | —                        | —                        | —                        | —                        | —                        | —                        | —                        | —                        | | Club Scene                       |
| "Egoísta" (Belinda hợp tác với Pitbull)                                                    | 2010 | —                        | —                        | —                        | —                        | —                        | —                        | —                        | —                        | —                        | —                        | | Carpe Diem                       |
| "Armada Latina" (Cypress Hill hợp tác với Marc Anthony & Pitbull)                          | 2010 | 106                      | 25                       | —                        | 96                       | —                        | —                        | —                        | —                        | —                        | —                        | | Rise Up                          |
| "All Night Long" (Alexandra Burke hợp tác với Pitbull)                                     | 2010 | —                        | —                        | 48                       | —                        | —                        | 60                       | 1                        | —                        | 60                       | 4                        | | Overcome                         |
| "I Like It" (Enrique Iglesias hợp tác với Pitbull)                                         | 2010 | 4                        | —                        | 2                        | 1                        | 2                        | 10                       | 4                        | 4                        | 6                        | 3                        | - Mỹ: 3× Bạch kim - Úc: 3× Bạch kim - Thụy Sĩ: Vàng - Canada: 3× Bạch kim - Tây Ban Nha: Bạch kim                              | Euphoria                         |
| "I Wanna" (Honorebel hợp tác với Pitbull)                                                  | 2010 | —                        | —                        | —                        | —                        | —                        | —                        | —                        | —                        | —                        | —                        | | Club Scene                       |
| "Rock It Like It's Spring Break" (Jump Smokers! hợp tác với Pitbull)                       | 2010 | —                        | —                        | —                        | —                        | —                        | —                        | —                        | —                        | —                        | —                        | | Kings of the Dancefloor!         |
| "Get to Know Me Better" (Naughty by Nature hợp tác với Pitbull)                            | 2010 | —                        | —                        | —                        | —                        | —                        | —                        | —                        | —                        | —                        | —                        | | Anthem Inc.                      |
| "Oye Baby" (Nicola Fasano hợp tác với Pitbull)                                             | 2010 | —                        | —                        | —                        | —                        | —                        | —                        | —                        | —                        | —                        | —                        | | Planet Pit (Deluxe Edition)      |
| "DJ Got Us Fallin' in Love" (Usher hợp tác với Pitbull)                                    | 2010 | 4                        | —                        | 3                        | 2                        | 3                        | 5                        | 6                        | 11                       | 4                        | 7                        | - Úc: 4× Bạch kim - Đức: Vàng - Thụy Sĩ: Bạch kim - Canada: 2× Bạch kim                                                        | Versus                           |
| "One Thing Leads to Another" (Ray J hợp tác với Pitbull)                                   | 2010 | —                        | —                        | —                        | —                        | —                        | —                        | —                        | —                        | —                        | —                        | | Raydiation 2                     |
| "On the Floor" (Jennifer Lopez hợp tác với Pitbull)                                        | 2011 | 3                        | —                        | 1                        | 1                        | 1                        | 1                        | 1                        | 1                        | 1                        | 1                        | - Mỹ: 3× Bạch kim - Úc: 4× Bạch kim - Đức: 2× Bạch kim - Thụy Sĩ: 4× Bạch kim - Canada: 5× Bạch kim - Tây Ban Nha: 3× Bạch kim | Love?                            |
| "Rabiosa" (Shakira hợp tác với Pitbull)                                                    | 2011 | 110                      | —                        | —                        | 38                       | 6                        | 26                       | —                        | 1                        | 3                        | —                        | - Thụy Sĩ: Vàng - Tây Ban Nha: Bạch kim                                                                                        | Sale el Sol                      |
| "Boomerang" (DJ Felli Fel hợp tác với Akon, Pitbull & Jermaine Dupri)                      | 2011 | —                        | —                        | —                        | —                        | —                        | —                        | —                        | —                        | —                        | —                        | | Go DJ!                           |
| "Bumpy Ride" (Remix) (Mohombi hợp tác với Pitbull & Machel Montano)                        | 2011 | —                        | —                        | —                        | —                        | —                        | —                        | —                        | —                        | —                        | —                        | | Không thuộc album nào            |
| "Fired Up (Fuck the Rece$$ion)" (Shaggy hợp tác với Pitbull)                               | 2011 | —                        | —                        | —                        | —                        | —                        | —                        | —                        | —                        | —                        | —                        | | Summer in Kingston               |
| "Suave (Kiss Me)" (Nayer hợp tác với Mohombi & Pitbull)                                    | 2011 | —                        | —                        | —                        | 34                       | 49                       | —                        | —                        | —                        | —                        | —                        | | Không thuộc album nào            |
| "Danza Kuduro (Throw Your Hands Up)" (Lucenzo hợp tác với Qwote & Pitbull)                 | 2011 | —                        | —                        | 3                        | —                        | —                        | 31                       | —                        | —                        | —                        | 13                       | - Úc: 3× Bạch kim | Không thuộc album nào            |
| "Pass at Me" (Timbaland hợp tác với Pitbull)                                               | 2011 | 104                      | —                        | 61                       | —                        | 100                      | 27                       | 37                       | —                        | —                        | 40                       | | Shock Value III                  |
| "I Like How It Feels" (Enrique Iglesias hợp tác với Pitbull & The WAV.s)                   | 2011 | 74                       | —                        | 26                       | 11                       | —                        | —                        | —                        | 14                       | —                        | 135                      | - Úc: Vàng - Canada: Bạch kim                                                                                                  | ReLoaded                         |
| "We Run the Night" (Remix) (Havana Brown hợp tác với Pitbull)                              | 2011 | 26                       | —                        | —                        | 48                       | —                        | —                        | —                        | —                        | —                        | —                        | - Mỹ: Bạch kim | When the Lights Go Out           |
| "Bailando Por El Mundo" (Juan Magan hợp tác với Pitbull & El Cata)                         | 2011 | 109                      | —                        | —                        | —                        | —                        | —                        | —                        | 22                       | 15                       | —                        | | Không thuộc album nào            |
| "U Know It Ain't Love" (R.J. hợp tác với Pitbull)                                          | 2011 | —                        | —                        | —                        | —                        | 185                      | 40                       | —                        | —                        | 43                       | —                        | | Không thuộc album nào            |
| "Crazy People" (Sensato hợp tác với Pitbull & Sak Noel)                                    | 2011 | —                        | —                        | —                        | —                        | —                        | —                        | —                        | —                        | —                        | 164                      | | Crazy Society Trilogy            |
| "Rock the Boat" (Bob Sinclar hợp tác với Pitbull, Dragonfly & Fatman Scoop)                | 2011 | —                        | —                        | 39                       | 99                       | 22                       | 45                       | —                        | 21                       | 20                       | —                        | | Disco Crash                      |
| "Raise the Roof" (Hampenberg & Alexander Brown hợp tác với Pitbull, Fatman Scoop & Nabiha) | 2012 | —                        | —                        | —                        | —                        | —                        | —                        | —                        | —                        | —                        | —                        | | Không thuộc album nào            |
| "Name of Love" (Jean-Roch hợp tác với Pitbull & Nayer)                                     | 2012 | —                        | —                        | —                        | —                        | 49                       | —                        | —                        | —                        | —                        | —                        | | Music Saved My Life              |
| "Bedroom" (Redd hợp tác với Pitbull & Qwote)                                               | 2012 | —                        | —                        | —                        | —                        | —                        | 40                       | —                        | —                        | 41                       | —                        | | Không thuộc album nào            |
| "Dance Again" (Jennifer Lopez hợp tác với Pitbull)                                         | 2012 | 17                       | —                        | 28                       | 4                        | 15                       | 19                       | 12                       | 6                        | 14                       | 11                       | - Mỹ: Bạch kim - Úc: Vàng - Canada: Bạch kim - Tây Ban Nha: Vàng                                                               | Dance Again... the Hits          |
| "There She Goes" (Taio Cruz hợp tác với Pitbull)                                           | 2012 | —                        | —                        | —                        | 65                       | 65                       | 5                        | 46                       | —                        | 2                        | 12                       | - Đức: Vàng - Thụy Sĩ: Vàng | TY.O                             |
| "I'm All Yours" (Jay Sean hợp tác với Pitbull)                                             | 2012 | 85                       | —                        | 13                       | 53                       | 107                      | 40                       | —                        | —                        | —                        | —                        | - Úc: Bạch kim | Worth It All                     |
| "Richest Man" (Play-N-Skillz hợp tác với Pitbull)                                          | 2012 | —                        | —                        | —                        | —                        | —                        | —                        | —                        | —                        | —                        | —                        | | Alter Egos                       |
| "Beat on My Drum" (Gabry Ponte & Sophia Del Carmen hợp tác với Pitbull)                    | 2012 | —                        | —                        | —                        | —                        | —                        | —                        | —                        | —                        | —                        | —                        | | Không thuộc album nào            |
| "—" Đĩa đơn không có mặt trên bảng xếp hạng hoặc không phát hành ở quốc gia đó.            |      |                          |                          |                          |                          |                          |                          |                          |                          |                          |                          | |                                  |

### Đĩa đơn quảng bá
| Tên                                                                               | Năm  | Vị trí xếp ahngj cao nhất | Vị trí xếp ahngj cao nhất | Vị trí xếp ahngj cao nhất | Vị trí xếp ahngj cao nhất | Vị trí xếp ahngj cao nhất | Vị trí xếp ahngj cao nhất | Vị trí xếp ahngj cao nhất | Album                 |
| Tên                                                                               | Năm  | Mỹ                        | Mỹ Dance                  | Áo                        | Canada                    | New Zealand               | Tây Ban Nha               | Anh                       | Album                 |
| --------------------------------------------------------------------------------- | ---- | ------------------------- | ------------------------- | ------------------------- | ------------------------- | ------------------------- | ------------------------- | ------------------------- | --------------------- |
| "Fuego"                                                                           | 2006 | —                         | —                         | —                         | —                         | —                         | —                         | —                         | El Mariel             |
| "Swing" (Remix) (Savage hợp tác với Pitbull)                                      | 2008 | —                         | —                         | —                         | —                         | —                         | —                         | —                         | Không thuộc album nào |
| "Patron Tequila" (Vanguards Remix) (Paradiso Girls hợp tác với Pitbull & Lil Jon) | 2009 | —                         | —                         | —                         | —                         | —                         | —                         | —                         | Không thuộc album nào |
| "Fresh Out the Oven" (Lola hợp tác với Pitbull)                                   | 2009 | —                         | 1                         | —                         | —                         | —                         | —                         | —                         | Không thuộc album nào |
| "Ni Rosas Ni Juguetes" (Mr. 305 Remix) (Paulina Rubio hợp tác với Pitbull)        | 2009 | —                         | —                         | —                         | —                         | —                         | —                         | —                         | Không thuộc album nào |
| "Game On" (với TKZee & Dario G)                                                   | 2010 | —                         | —                         | —                         | —                         | —                         | —                         | —                         | Không thuộc album nào |
| "Alright" (hợp tác với Machel Montano)                                            | 2010 | —                         | —                         | —                         | —                         | —                         | —                         | —                         | Không thuộc album nào |
| "Pause"                                                                           | 2011 | 73                        | —                         | 73                        | 23                        | 33                        | 42                        | 96                        | Planet Pit            |
| "Turn Around, Pt. 2" (với Flo Rida)                                               | 2011 | —                         | —                         | —                         | —                         | —                         | —                         | —                         | Không thuộc album nào |
| "Shake Señora" (hợp tác với T-Pain & Sean Paul)                                   | 2011 | 69                        | —                         | —                         | 33                        | 40                        | —                         | —                         | Planet Pit            |
| "I Like - The Remix" (hợp tác với Enrique Iglesias & Afrojack)                    | 2012 | —                         | —                         | —                         | —                         | —                         | —                         | —                         | Không thuộc album nào |
| "—" Đĩa đơn không có mặt trên bảng xếp hạng hoặc không phát hành ở quốc gia đó.   |      |                           |                           |                           |                           |                           |                           |                           |                       |

## Các bài hát khác
| Tên                                                                             | Năm  | Vị trí xếp hạng cao nhất | Vị trí xếp hạng cao nhất | Vị trí xếp hạng cao nhất | Vị trí xếp hạng cao nhất | Vị trí xếp hạng cao nhất | Album                    |
| Tên                                                                             | Năm  | Mỹ                       | Áo                       | Canada                   | New Zealand              | Thụy Sĩ                  | Album                    |
| ------------------------------------------------------------------------------- | ---- | ------------------------ | ------------------------ | ------------------------ | ------------------------ | ------------------------ | ------------------------ |
| "Superstar" (Jump Smokers! hợp tác với Pitbull & Qwote)                         | 2010 | —                        | 41                       | —                        | —                        | —                        | Kings of the Dancefloor! |
| "Castle Made of Sand" (hợp tác với Kelly Rowland and Jamie Drastik)             | 2011 | —                        | —                        | —                        | 37                       | —                        | Planet Pit               |
| "Come n Go" (hợp tác với Enrique Iglesias)                                      | 2011 | —                        | —                        | 76                       | —                        | —                        | Planet Pit               |
| "Feel This Moment" (hợp tác với Christina Aguilera)                             | 2012 | 124                      | 29                       | 42                       | —                        | 40                       | Global Warming           |
| "—" Bài hát không có mặt trên bảng xếp hạng hoặc không phát hành ở quốc gia đó. |      |                          |                          |                          |                          |                          |                          |

## Liên kết khác
- Trang web chính thức
- Pitbull trên AllMusic
- Danh sách đĩa nhạc của Pitbull trên Discogs
- Pitbull trên MusicBrainz